# Akemi Negishi
Akemi Negishi (Tokyo, 26 marzo 1934 – Kawasaki, 11 marzo 2008) è stata un'attrice giapponese.

## Carriera cinematografica
Nata a Tokyo, Akemi Negishi, s'impose all'attenzione internazionale quando recitò nella coproduzione statunitense/nipponica del film L'isola della donna contesa (Anatahan), il film del suo esordio, diretto da Josef von Sternberg, che narra di soldati giapponesi naufraghi che, sei anni dopo il bombardamento di Hiroshima, si rifiutavano ancora di credere che la seconda guerra mondiale fosse terminata.
Negishi partecipò a numerosi film con l'acclamato regista giapponese Akira Kurosawa, compresi Donzoko (I bassifondi), Dodes'ka-den e Ikimono no kiroku (Testimonianza di un essere vivente).
Negishi ebbe anche un ruolo di sostegno in Lady Snowblood (Shurayukihime), che viene considerato una delle principali ispirazioni del film di Quentin Tarantino, Kill Bill.
Altre partecipazioni comprendono: Tokyo no kyujitsu (Tokyo Holiday), Half Human: The Story of the Abominable Snowman (aka Half Human, con John Carradine), King Kong vs. Godzilla e Kaidan hebi-onna (Snake Woman's Curse). Il suo ultimo ruolo in un film fu in Barameraba nel 2005.

## Decesso
Akemi Negishi morì nel 2008, all'età di 73 anni, a Kawasaki in Giappone, a causa di un tumore alle ovaie.